# Astiphromma dorsale
Astiphromma dorsale là một loài tò vò trong họ Ichneumonidae.